# 万安商山庙
万安商山庙，位于中華人民共和國山西省临汾市洪洞县万安镇万安村东，是一座建于清代的古建筑，已公布为洪洞县文物保护单位。